# Liste der Biografien/Wav
Liste der Biografien |
Portal Biografien |
Personensuche
# |
A |
B |
C |
D |
E |
F |
G |
H |
I |
J |
K |
L |
M |
N |
O |
P |
Q |
R |
S |
T |
U |
V |
W |
X |
Y |
Z |
?
 
Wa |
Wc |
Wd |
We |
Wh |
Wi |
Wj |
Wl |
Wn |
Wo |
Wr |
Ws |
Wt |
Wu |
Ww |
Wy |
Wz
 
Waa |
Wab |
Wac |
Wad |
Wae |
Waf |
Wag |
Wah |
Wai |
Waj |
Wak |
Wal |
Wam |
Wan |
Wao |
Wap |
Waq |
War |
Was |
Wat |
Wau |
Wav |
Waw |
Wax |
Way |
Waz
Die Liste der Biografien führt alle Personen auf, die in der deutschsprachigen Wikipedia einen Artikel haben. Dieses ist eine Teilliste mit 8 Einträgen von Personen, deren Namen mit den Buchstaben „Wav“ beginnt.

## Wav

### Wave
- Wave, Rod (* 1999), US-amerikanischer Rapper
- Wavell, Archibald, 1. Earl Wavell (1883–1950), britischer Feldmarschall, Vizekönig von Indien, Kommandeur ABDACOMArchibald Wavell, 1. Earl Wavell (1883–1950)

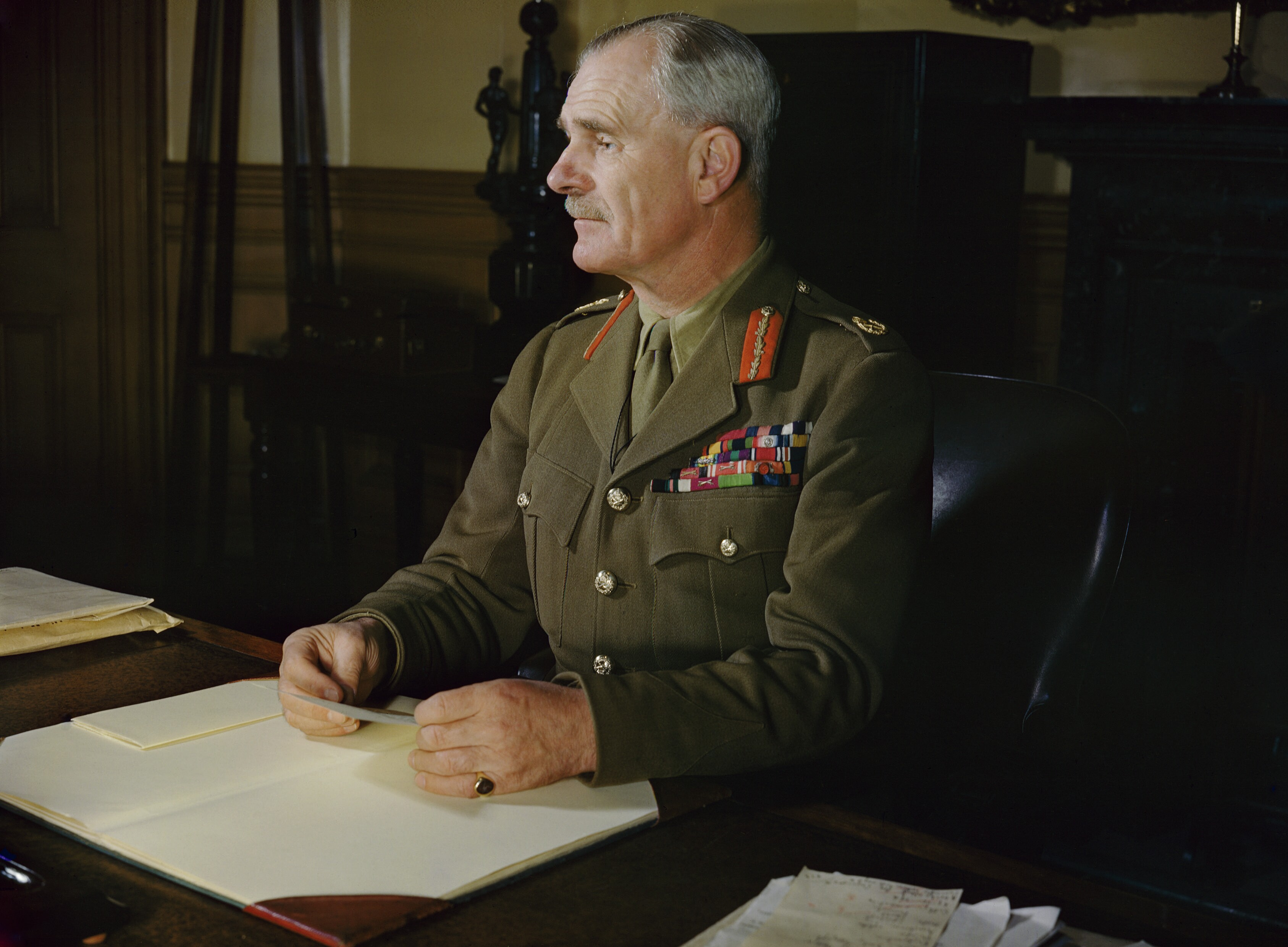
Archibald Wavell, 1. Earl Wavell (1883–1950)

- Wavere, Jan van, brabantischer Fassmaler

### Wavr
- Wavre, Rolin (1896–1949), Schweizer Mathematiker
- Wavrechin, Élisabeth de (1885–1975), französische Benediktinerin und Klostergründerin
- Wavrin, Jean de, flämischer Geschichtsschreiber
- Wavrin, Robert de († 1360), französischer Adliger, Marschall von Frankreich

### Wavy
- Wavy Gravy (* 1936), US-amerikanischer Aktivist, Hippie, Clown und Autor